# Shamshera bennetti
Shamshera bennetti is een keversoort uit de familie bladkevers (Chrysomelidae). De wetenschappelijke naam van de soort werd in 1831 gepubliceerd door Frederick William Hope.